# Selector
Selector wird in der Reggae- und Dancehallmusik ein DJ genannt, also jemand, der auf Schallplatten oder anderen Tonträgern gespeicherte Musik in einer individuellen Auswahl vor Publikum abspielt und miteinander mixt.
Der Begriff stammt aus der jamaikanischen Soundsystemkultur. Der Ausdruck Deejay hingegen, der im Gegensatz zum DJ ausgeschrieben wird, bezeichnet jemanden, der toastet – auch in Verbindung mit Gesang. Wenn der Deejay ausschließlich singt, wird er Singjay genannt. Der Begriff Selector wird ausschließlich im Reggae und Dancehall verwendet.